# Comuna Torsby
Torsby (Torsby kommun) este o comună din comitatul Värmlands län, Suedia, cu o populație de 12.013 locuitori (2013).

## Geografie

### Zone urbane
Lista celor mai mari zone urbane din comună (anul 2015) conform Biroului Central de Statistică al Suediei:
| Nr | Zona urbană | Pop.  |
| -- | ----------- | ----- |
| 1  | Torsby      | 4.419 |
| 2  | Sysslebäck  | 473   |
| 3  | Oleby       | 367   |
| 4  | Stöllet     | 233   |

## Demografie
| \| Evoluția demografică în comuna Torsby, 1970–2015 \| Evoluția demografică în comuna Torsby, 1970–2015 \| Evoluția demografică în comuna Torsby, 1970–2015 \| Evoluția demografică în comuna Torsby, 1970–2015 \| Evoluția demografică în comuna Torsby, 1970–2015 \| \| ----------------------------------------------------------------------------------------------------- \| ------------------------------------------------ \| ------------------------------------------------ \| ------------------------------------------------ \| ------------------------------------------------ \| \| An \| \| \| Locuitori \| \| \| 1970 \| 1970 \| \| 16896 \| 16896 \| \| 1975 \| 1975 \| \| 16072 \| 16072 \| \| 1980 \| 1980 \| \| 15601 \| 15601 \| \| 1985 \| 1985 \| \| 15137 \| 15137 \| \| 1990 \| 1990 \| \| 15105 \| 15105 \| \| 1995 \| 1995 \| \| 14660 \| 14660 \| \| 2000 \| 2000 \| \| 13725 \| 13725 \| \| 2005 \| 2005 \| \| 12960 \| 12960 \| \| 2010 \| 2010 \| \| 12414 \| 12414 \| \| 2015 \| 2015 \| \| 11910 \| 11910 \| \| Sursa: SCB - Statistika Centralbyrån, Folkmängd efter region, civilstånd, ålder och kön. År 1968–2016 \| \| \| \| \| |      |  |           |       |
| Evoluția demografică în comuna Torsby, 1970–2015 |      |  |           |       |
| An |      |  | Locuitori |       |
| 1970 | 1970 |  | 16896     | 16896 |
| 1975 | 1975 |  | 16072     | 16072 |
| 1980 | 1980 |  | 15601     | 15601 |
| 1985 | 1985 |  | 15137     | 15137 |
| 1990 | 1990 |  | 15105     | 15105 |
| 1995 | 1995 |  | 14660     | 14660 |
| 2000 | 2000 |  | 13725     | 13725 |
| 2005 | 2005 |  | 12960     | 12960 |
| 2010 | 2010 |  | 12414     | 12414 |
| 2015 | 2015 |  | 11910     | 11910 |
| Sursa: SCB - Statistika Centralbyrån, Folkmängd efter region, civilstånd, ålder och kön. År 1968–2016 |      |  |           |       |